# Ciutats estat italianes

Ciutats estat italianes el 1494

Les ciutats estat italianes són les ciutats estat que existiren a la península Itàlica entre el principi de l'edat mitjana i la unificació d'Itàlia el 1861. Incloïen entitats com el Ducat de Nàpols, el Ducat d'Amalfi, el Ducat de Gaeta i la República de Venècia. Altres ciutats del nord i el centre d'Itàlia se sostregueren a l'autoritat del Sacre Imperi Romanogermànic amb el pas dels segles. Algunes d'elles formaren part de la Lliga Llombarda. Cap al 1100 es fundaren altres ciutats estat, com ara la República de Gènova, la República de Pisa i la República d'Ancona.